# The Warrior Within
The Warrior Within (br: A Arte de Matar) é um filme documentário norte-americano de 1976, cujo assunto é artes marciais. Chuck Norris faz parte do elenco.
Vários atores do cinema praticantes de artes marciais participam do filme, como Bruce Lee e Chuck Norris. Quinze praticantes de karatê, kung fu, jiu-jitsu, kendo, tai chi chuan e especialistas em armas clássicas orientais prestam tributo a Bruce Lee. Estes especialistas contam sua vida antes de trabalhar no cinema, e falam também sobre a americanização das artes marciais orientais. Além de demonstrar o quão mortais são suas armas, eles conversam sobre seus pontos de vista sobre religião, espiritualidade e filosofia de vida ligados à cultura oriental.
Na Europa, este filme foi distribuído com o título Chuck Norris Work Out.

## Elenco
- Bruce Lee

- Hui Cambrelen

- Poi Chen

- Fumio Demura

- Tom Ebihara

- Wai Hong

- Dan Inosanto

- Chuck Norris

- Moses Powell

- Thomas Le Puppet

- Leung Shum

- Alex Sternberg

- Mike Stone

- Ron Taganashi

- Florendo Visitacion

- Chaca Zulu